# Balclutha viraktamathi
Balclutha viraktamathi är en insektsart som beskrevs av Webb och Vilbaste 1994. Balclutha viraktamathi ingår i släktet Balclutha och familjen dvärgstritar. Inga underarter finns listade i Catalogue of Life.